# Fundulus heteroclitus
Il Fundulus heteroclitus (L., 1766), talora designato anche in italiano col suo nome comune inglese, mummichog, è un killifish, ovvero un pesce dell'ordine dei Cyprinodontiformes. Sono individuate due sottospecie: Fundulus heteroclitus heteroclitus e Fundulus heteroclitus macrolepidotus.

## Habitat
Fudulus heteroclitus vive in paludi salate, insenature ed estuari di fiumi lungo la costa atlantica del Nord America.
Risulta introdotto ad opera dell'uomo anche in Portogallo e Spagna meridionale.

## Nello spazio
Degli esemplari di Fundulus heteroclitus sono stati, nel 1973, i primi pesci ad andare nello spazio, imbarcati nel corso della missione Skylab 3.